# Seeanlagenverordnung
Die Seeanlagenverordnung (SeeAnlV) war eine deutsche Rechtsverordnung, die die Genehmigung von Bauten und Anlagen im Bereich der ausschließlichen Wirtschaftszone (AWZ) der Bundesrepublik Deutschland regelte. 2017 wurde die Verordnung durch das Windenergie-auf-See-Gesetz (WindSeeG) und das Seeanlagengesetz (SeeAnlG) abgelöst.
Die Regelungen der Seeanlagenverordnung betrafen zumeist Bauten und Anlagen zur
- Erzeugung von Energie aus Wasser, Strömung und Wind,
- der Übertragung von Energie aus Wasser, Strömung und Wind,
- anderen wirtschaftlichen Zwecken oder
- meereskundlichen Untersuchungen

Sie galt auch für Bauten und Anlagen auf Hoher See, sofern der Eigentümer Deutscher seinen Wohnsitz im Geltungsbereich des Grundgesetzes hatte. Wichtigster Anwendungsbereich war die Errichtung von Offshore-Windparks.

## Rechtsgrundlage
Rechtsgrundlage waren das Seerechtsübereinkommen der Vereinten Nationen vom 10. Dezember 1982 und das Gesetze über die Aufgaben des Bundes auf dem Gebiet der Seeschifffahrt (Seeaufgabengesetz) (§ 9 Abs. 1 Satz 1 Nr. 4a, Abs. 2 Satz 1 Nr. 1 in Verbindung mit § 1 Nr. 10a SeeAufgG).

## Wesentliche Bedeutung
Die Seeanlagenverordnung regelte das Genehmigungsverfahren und die Genehmigungsvoraussetzungen hauptsächlich für Windenergieanlagen. Insbesondere regelte sie die kostenlose Vergabe des Rechtes, ein bestimmtes Seegebiet zu bebauen.
Genehmigungsvoraussetzungen und Versagensgründe: Die Genehmigung war nach § 7 zu versagen, wenn:
- die Sicherheit und Leichtigkeit des Verkehrs beeinträchtigt werden,
- die Meeresumwelt gefährdet wird,
- die Ziele der Raumordnung gefährdet werden oder
- öffentliche oder private Belange einer Genehmigung entgegenstehen.

Die Ziele der Raumordnung waren wesentlich für das Genehmigungsverfahren und wurden in den Raumordnungsplänen für die deutsche Ausschließliche Wirtschaftszone definiert, und zwar zu folgenden Punkten: Schifffahrt, Rohstoffgewinnung, Rohrleitungen und Seekabel, wissenschaftliche Meeresforschung, Energiegewinnung insbesondere Windenergie, Fischerei und Marinekultur sowie Meeresumwelt.
Im Rahmen des Genehmigungsverfahrens war nach § 5 ein Planfeststellungsverfahren durchzuführen, in dem eventuelle Versagensgründe untersucht werden.

## Subjektives Recht auf das Seegebiet
Im Antragsverfahren erwarb der Antragsteller ein exklusives Recht an dem betreffenden Seegebiet, wenn der Antrag den Formerfordernissen entsprach. Später gestellte Anträge wurden zurückgestellt, bis der früher gestellte Antrag ggf. abgewiesen wurde oder ruhte.
Die Genehmigung sicherte das Gebiet über die Laufzeit der Genehmigung. Dieses umfasste entweder den Zeitraum für den der Betrieb der Anlagen genehmigt war oder zu mindestens die Frist zur Errichtung der Anlagen, in der Regel vier Jahre, die sich mit einer lediglich plausiblen Argumentation verlängern ließ, weil die Seeanlagenverordnung eine Pflicht zur Genehmigung vorsah.
Ein Entgelt für das Seegebiet sah die SeeAnlV nicht vor. Lediglich die Kosten des Genehmigungsverfahrens hatte der Antragsteller zu zahlen. Der Antragsteller kann die Genehmigungen übertragen bzw. verkaufen (§ 15 Abs. 5).

## Kritik
Kritisiert wird die mangelnde Lenkungswirkung der Seeanlagenverordnung. Die Genehmigungsbehörde hat keinen Einfluss darauf für welche Gebiete Anträge gestellt werden.
Im Ergebnis wird die konkrete Bauabsicht der Antragsteller nicht überprüft. Zwar würde ein Genehmigungsantrag zum Zwecke der Flächenreservierung ohne konkrete Bauabsicht dem Raumordnungsziel der Windenergienutzung zuwiderlaufen, wäre mithin ein Versagensgrund. Tatsächlich überprüft die Bundesregierung diesen Punkt jedoch nicht. Auf eine kleine Anfrage der Abgeordneten – „Gibt es genehmigte Projekte, wo nach Einschätzung der Bundesregierung eine ‚Claimsicherung‘ ohne zeitnahe Bebauungsabsicht besteht? Falls ja, wo?“ – bekundet sie: „Dazu liegen der Bundesregierung keine belastbaren Erkenntnisse vor, die eine Einschätzung erlauben würden.“
Tatsächlich wurden für den Verkauf von einzelnen Genehmigungen 150 Mio. Euro bezahlt.
Im Ergebnis sind für das gesamte Gebiet der deutschen Ausschließlichen Wirtschaftszone Anträge gestellt worden. Die Umsetzung liegt in der Hand der Antragsteller.

## Novelle 2012
Die Seeanlagenverordnung wurde mehrfach geändert. Seit 2012 ist die Genehmigung von Anlagen gebündelt beim Bundesamt für Seeschifffahrt und Hydrographie (BSH). Statt mehrerer Genehmigungen ist neu ein einziges Planfeststellungsverfahren durchzuführen. Neben öffentlichen Belangen können nun auch private Belange zu Versagensgründen führen.